# 大豐南天宮

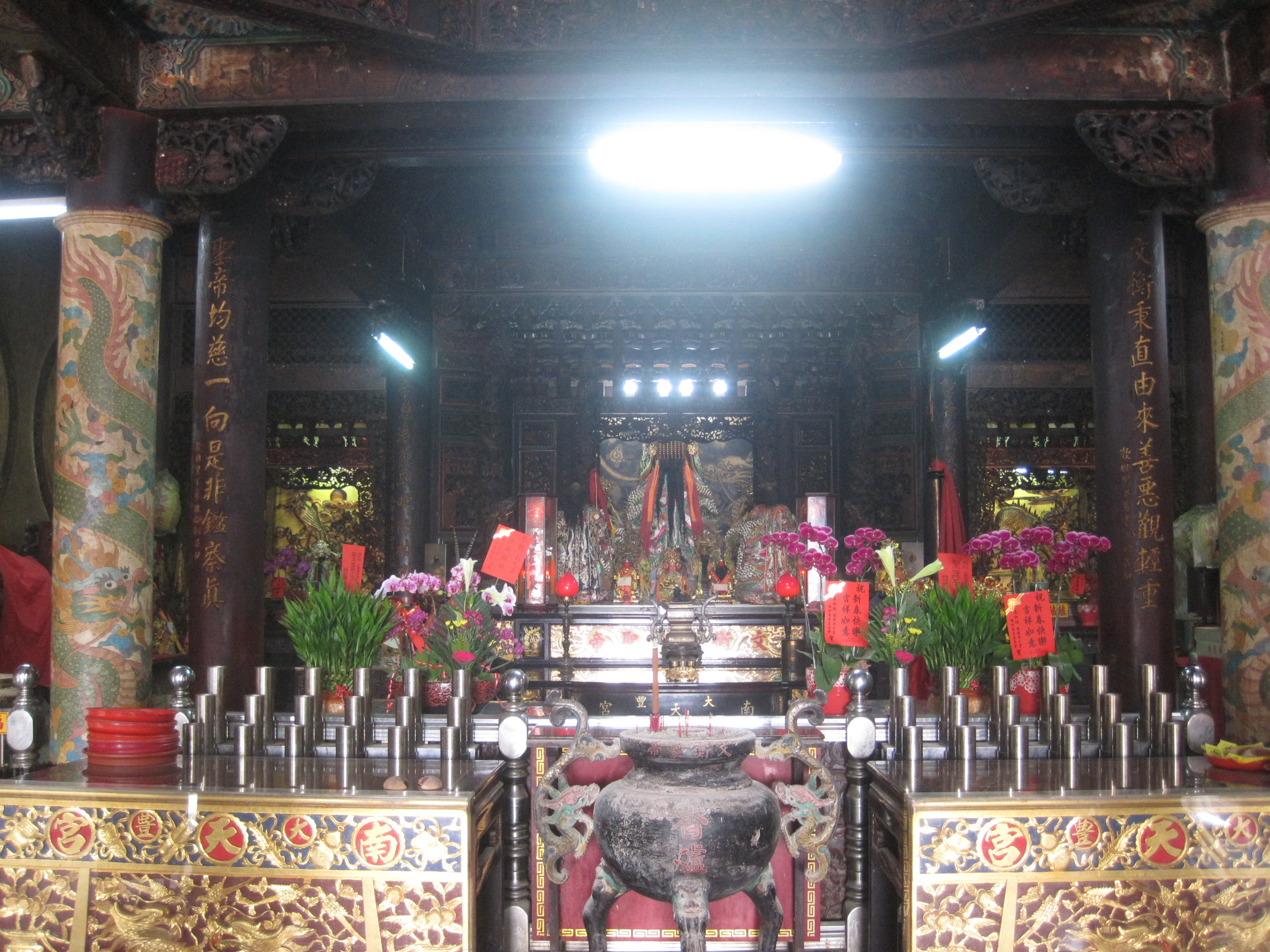
正殿

大豐南天宮位於臺灣臺南市鹽水區，因為所在地過去為「大豐里」而冠上「大豐」，也因為舊地名為「大埔」，又稱「大埔南天宮」。是主祀關聖帝君的廟宇。
廟宇後殿又稱「青峰寺」，供奉的「蔡觀音」是當地人蔡鴛鴦「肉身成佛」而來。

## 沿革
大埔當地原有奉祀廣澤尊王的草堂，其由來據說是過去有位旅人過境大埔，在此地待了幾天，要離去時所攜帶的廣澤尊王神像降駕表示要駐守在大埔，於是居民乃建草堂奉祀。而廣澤尊王信仰中有所謂的「十三太保」，這尊廣澤尊王據說是四太保。後來相傳在清光緒五年（1879年）時，有居民許坪，某日到諸羅山社草地尾附近販賣農具時，遇到當地鸞堂鸞生表示日前有唐山人士攜帶三支關聖帝君令旗來此寄放，之後關聖帝君指示其中一支要放到「大埔」鎮境。許坪返回大埔後，將此事告知其他人，居民遂組團前往草地尾迎奉令旗，將之奉祀在祭祀廣澤尊王的草堂內。
由於關聖帝君屢顯神蹟，居民在日明治卅九年（1906年）請名匠雕塑神明金身（開基三關帝）。次年（1907年）請南鯤鯓代天府吳府千歲挑選廟地，創建南天宮。
二次大戰後，南天宮於民國60年（1971年）重建，民國86年（1997年）增建靈霄寶殿。

## 蔡觀音

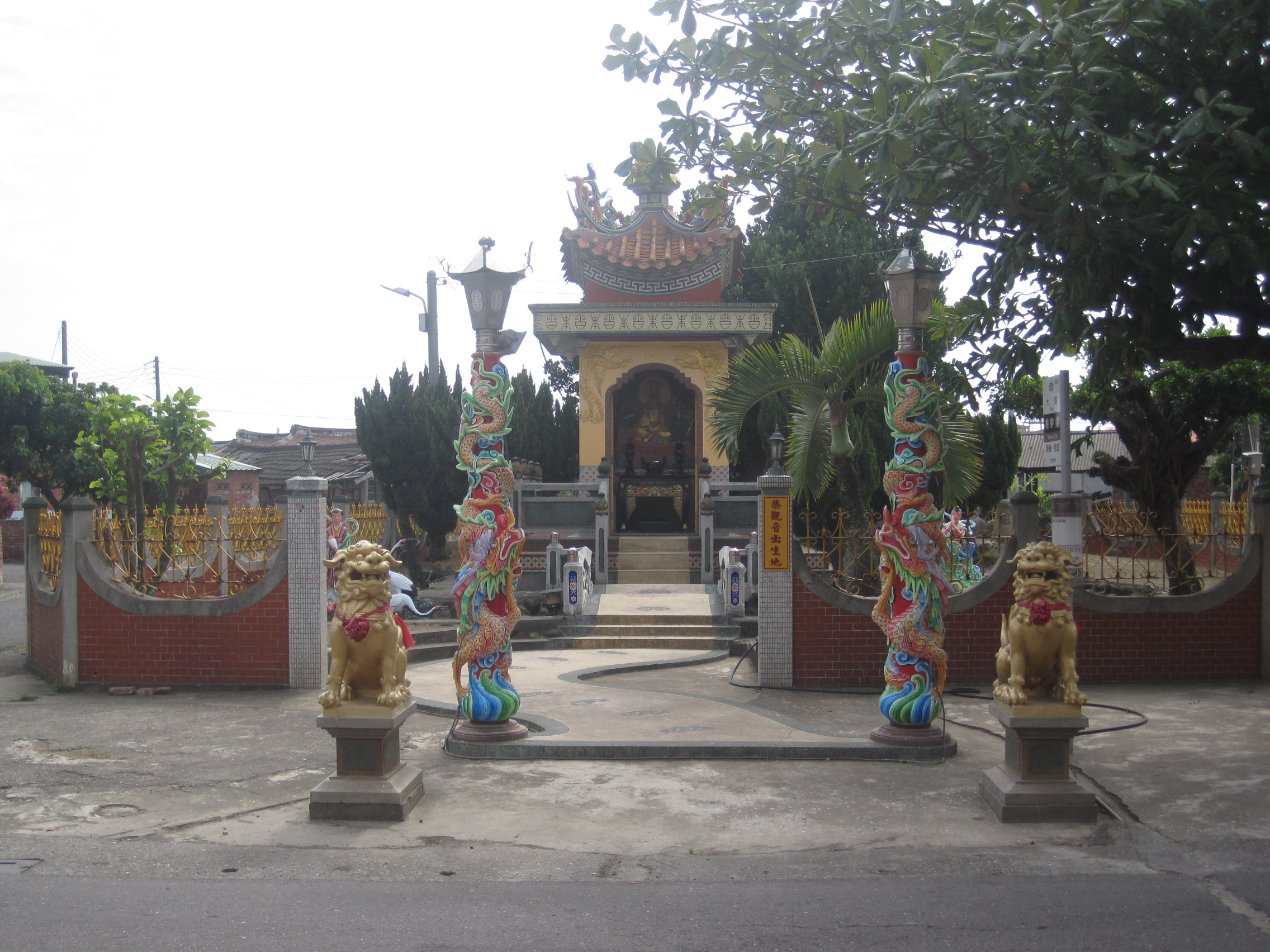
蔡觀音紀念亭

蔡觀音俗名蔡鴛鴦，出生於清光緒二年四月四日（1876年4月27日）子時，蔡家祖籍福建漳州龍溪，父親蔡心婦、母親湯林娘，上面有四個哥哥，兩個姊姊。
相傳蔡觀音出生時便有異象，且幼時便有仙風佛骨的氣質。光緒十四年（1888年）其父去世，又該年赤山龍湖巖遶境至此，她與同伴在人群看熱鬧，不小心跌。之後彷彿生病一樣，且足不出戶。家人對此擔心，曾找醫生來看，卻查不出所以然。蔡觀音則表示她並無病苦，請家人不用擔心。
而到了光緒二十年（1894年），赤山龍湖巖遶境再次到了大埔，而觀音佛祖指示要香陣停駐在蔡家前。後人相傳，這是觀音佛祖向蔡觀音密示佛法。而後蔡觀音閉關潛修，期間有預言等奇異事蹟。
而據說在她「仙逝」之前，她曾指示家人去訂製佛龕衣帽，且要家人不要慟哭，反而要張燈結綵。明治四十四年（1911年）五月初五，蔡觀音自行沐浴更衣入龕，並要家人七日後再報告官府。而後十多天後，有一童乩持紙炬入室窺看，結果引發火災。之後木龕半毀，「佛身」雖然完整但左肩傾斜。而蔡觀音扶乩降示，表示「佛身」現不足世人瞻仰，要擇日埋葬。
後來據說墓地發出豪光，請示關聖帝君後，得到神明指示要將為她雕塑金身，將佛骨納入神尊中。居民照辦，於是蔡觀音此後奉祀於南天宮中。1975年臺南縣議會議長張鏗堯倡建紀念亭。

## 傳說
當地有俗諺「大埔關帝廟，清水治鴉片」。是指過去大埔一帶有吸食鴉片的情形，甚至有個稱作「煙間壽仔」的人在製作土煙。據說在當地居民迎奉關聖帝君令旗後，關聖帝君指示居民禁煙，並要吸食者交出煙具煙盤在神前打毀。而後讓戒煙者服用敕化丹水，連續向神祈禱一週。有不少人在這之後成功戒煙，信徒因而增多。這可能是因為宗教信仰的關係，強化了戒煙者的決心與意志，所以成功率才會上升。
又據說在日治時期因為爆發鼠疫，關聖帝君降駕指示居民採集草藥製成藥丸讓病人服下，7日後痊癒，有很多人因而獲救。
而當初要建廟時，所選擇的廟地有一部份為許姓人家所有。當時這戶人家不願賣地，說除非遭遇回祿之災，否則不賣。結果次日寅時，房子果真失火，但隨即又熄滅，只有屋頂燻黑。許姓人家遂同意讓出土地建廟。

## 外部連結
- 大豐南天宮的Facebook專頁